# Montereau (Loiret)
Montereau és un municipi del departament del Loiret, a la regió de Centre (França). L'any 2007 tenia 605 habitants.

## Demografia

### Població
El 2007 la població de fet de Montereau era de 605 persones. Hi havia 268 famílies, de les quals 82 eren unipersonals (43 homes vivint sols i 39 dones vivint soles), 99 parelles sense fills, 79 parelles amb fills i 8 famílies monoparentals amb fills.
La població ha evolucionat segons el següent gràfic:

### Habitatges
El 2007 hi havia 409 habitatges, 271 eren l'habitatge principal de la família, 104 eren segones residències i 33 estaven desocupats. 401 eren cases i 4 eren apartaments. Dels 271 habitatges principals, 212 estaven ocupats pels seus propietaris, 50 estaven llogats i ocupats pels llogaters i 9 estaven cedits a títol gratuït; 11 tenien una cambra, 22 en tenien dues, 62 en tenien tres, 79 en tenien quatre i 98 en tenien cinc o més. 227 habitatges disposaven pel capbaix d'una plaça de pàrquing. A 116 habitatges hi havia un automòbil i a 136 n'hi havia dos o més.

### Piràmide de població
La piràmide de població per edats i sexe el 2009 era:
| Homes | Edats   | Dones |
| ----- | ------- | ----- |
| 0     | 95 o +  | 0     |
| 9     | 90 a 94 | 9     |
| 1     | 85 a 89 | 1     |
| 3     | 80 a 84 | 4     |
| 17    | 75 a 79 | 18    |
| 30    | 70 a 74 | 25    |
| 10    | 65 a 69 | 20    |
| 25    | 60 a 64 | 14    |
| 10    | 55 a 59 | 14    |
| 25    | 50 a 54 | 17    |
| 32    | 45 a 49 | 31    |
| 23    | 40 a 44 | 8     |
| 15    | 35 a 39 | 5     |
| 16    | 30 a 34 | 20    |
| 11    | 25 a 29 | 4     |
| 12    | 20 a 24 | 25    |
| 9     | 15 a 19 | 15    |
| 4     | 10 a 14 | 16    |
| 7     | 5 a 9   | 13    |
| 9     | 0 a 4   | 5     |

## Economia
El 2007 la població en edat de treballar era de 372 persones, 255 eren actives i 117 eren inactives. De les 255 persones actives 232 estaven ocupades (122 homes i 110 dones) i 24 estaven aturades (15 homes i 9 dones). De les 117 persones inactives 68 estaven jubilades, 22 estaven estudiant i 27 estaven classificades com a «altres inactius».

### Ingressos
El 2009 a Montereau hi havia 269 unitats fiscals que integraven 619 persones, la mediana anual d'ingressos fiscals per persona era de 17.732 €.

### Activitats econòmiques
Dels 27 establiments que hi havia el 2007, 1 era d'una empresa extractiva, 1 d'una empresa alimentària, 6 d'empreses de construcció, 5 d'empreses de comerç i reparació d'automòbils, 1 d'una empresa de transport, 1 d'una empresa d'hostatgeria i restauració, 1 d'una empresa financera, 1 d'una empresa immobiliària, 7 d'empreses de serveis i 3 d'empreses classificades com a «altres activitats de serveis».
Dels 8 establiments de servei als particulars que hi havia el 2009, 1 era un taller de reparació d'automòbils i de material agrícola, 1 paleta, 1 guixaire pintor, 1 fusteria, 1 lampisteria, 1 perruqueria, 1 restaurant i 1 saló de bellesa.
L'únic establiment comercial que hi havia el 2009 era una fleca.
L'any 2000 a Montereau hi havia 29 explotacions agrícoles que ocupaven un total de 847 hectàrees.

## Equipaments sanitaris i escolars
El 2009 hi havia una escola elemental integrada dins d'un grup escolar amb les comunes properes formant una escola dispersa.

## Poblacions properes
El següent diagrama mostra les poblacions més properes.